# Jan Filip (kněz)
Jan Filip (9. prosince 1911 Přibyslav – 21. listopadu 1971 Kratonohy) byl gymnaziální pedagog, teolog, spisovatel a esperantista. Jeho bratrem byl Karel Filip.

## Životopis

### Mládí a literární činnost

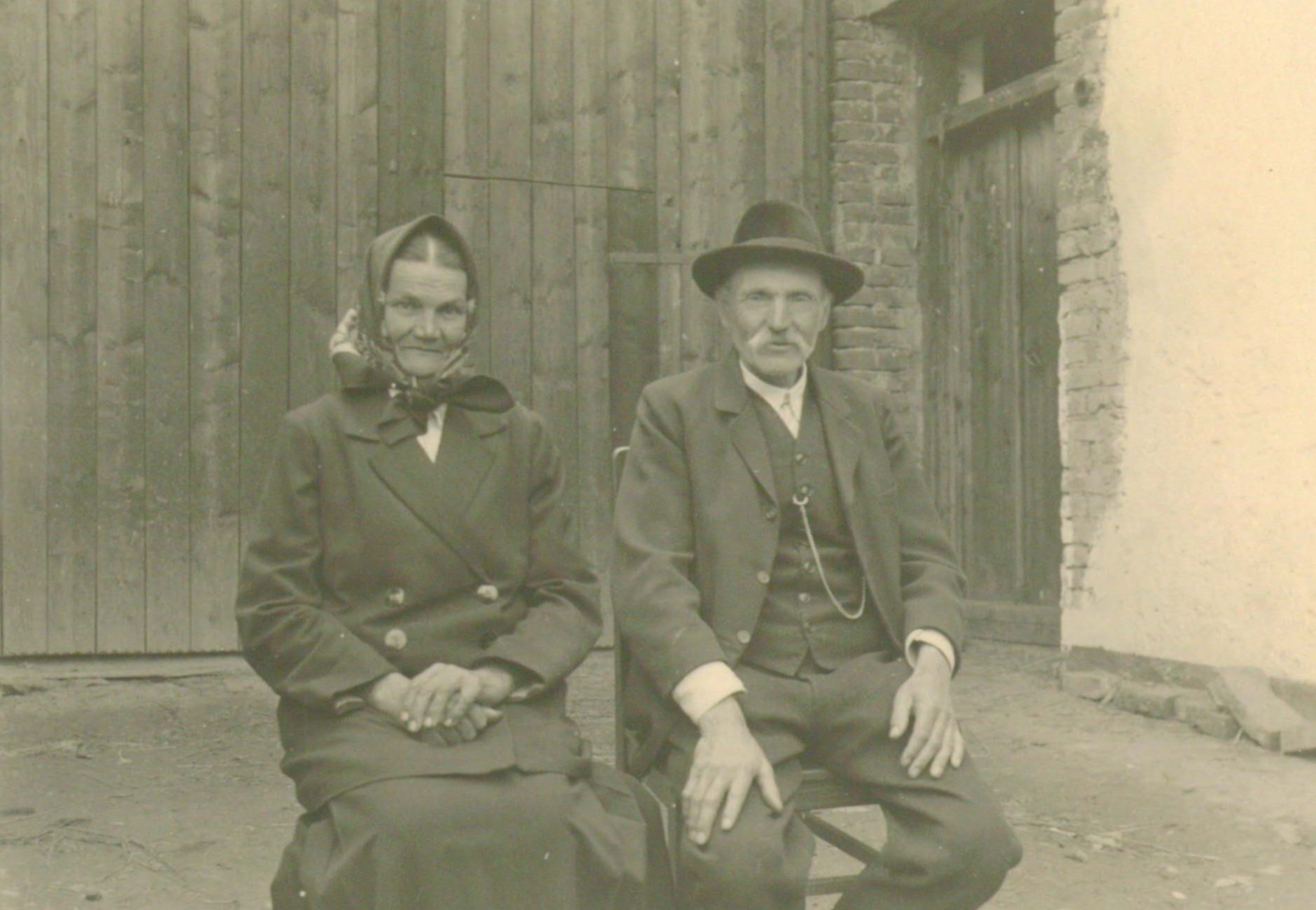
Rodiče Jana Filipa

Jan Filip se narodil v Přibyslavi 9. prosince 1911 v malé chatrči č. 74/II; dnes stojí na jejím místě dům čp. 204. Jeho otec, tkadlec, se jmenoval František Filip, matka, zemědělská dělnice, Františka, rozená Vlčková, pocházela ze Špinova. Jeho staršími sourozenci byli bratři Václav a František a sestry Karla a Marie; čtyři roky po Janovi se narodil ještě nejmladší syn Karel.
Od roku 1917 navštěvoval obecnou školu v Přibyslavi, jako dítě často ministroval při mších sloužených místním děkanem P. Alfonsem Hornekem. Na jeho radu (týkající se finančního pokrytí jeho studia, jež bylo možné zajistit příspěvky z církevních i světských zdrojů) v roce 1923 nastoupil na Arcibiskupské gymnázium s právem veřejnosti v Praze-Bubenči, kde v roce 1931 s vyznamenáním odmaturoval.

### Jazyky a esperanto
Věnoval se studiu jazyků – především esperanta, které se naučil už ve svých 9 letech, v roce 1921. Od svých 13 let (roku 1925) začal zpracovávat Velký slovník esperantsko-český, poněvadž takové dílo v českých zemích do té doby nevyšlo. Práci na prvním vydání slovníku dokončil s přispěním svého bratra Karla po třech letech, ačkoliv potom trvalo ještě dva roky, než byl v roce 1930 (ještě před Filipovou maturitou) ve velkém nákladu vydán a vyprodán Společenskou tiskárnou v Přerově. Tímto počinem se Jan Filip zařadil mezi nejmladší lexikografy na světě. Druhé vydání slovníku vyšlo v roce 1947, dotisk v roce 1987. Velký slovník esperantsko-český a česko-esperantský o rozsahu 550+450 stránek, který také napsal se svým bratrem Karlem, byl vydán v Praze v roce 1958.
V době svého studia přispíval do časopisu Zprávy z Bubenče, od roku 1925 rovněž vedl pravidelnou esperantskou rubriku v časopisech Květy mládí a Nový národ (do toho druhého navíc přispíval i neesperantskými příspěvky). Pod skautským pseudonymem Stepní vlk vedl kurz esperanta i v časopise Vpřed. Mezinárodně známým se stal ve 20. letech 20. století, když vyhrál soutěž vypsanou Mezinárodním svazem esperantistů o nejkrásnější báseň k Panně Marii. Hlavní cenou byla kytice bílých růží, kterou měl vítěz složit k soše Panny Marie v Lurdech. Protože cestu do Lurd Janu Filipovi ve škole nepovolili, kytici tam za něj položili zástupci Klubu katolických esperantistů.
V 18 letech tak Jan Filip patřil k nejúspěšnějším československým esperantistům. Jeho literární práce v esperantu (byť se na ní podílel i jeho bratr Karel) byla velmi rozsáhlá a byla po desetiletí otiskována v rozmanitých esperantských časopisech. Dvakrát vydaný byl jeho esperantský překlad českých lidových písní. Překládal rovněž krátké písně do latiny a během své pedagogické kariéry napsal řadu příležitostných textů, básní i mešních písní. Je autorem 14 českých divadelních her.
Do Kratonoh za Janem Filipem v roce 1968 přijela na návštěvu švýcarská esperantistka a překladatelka Madlen Welshová. V té době byly ve Švýcarsku vydány a na scénu uvedeny jeho divadelní hry La Turo Inter Nuboj („Věž mezi mraky“) a Fino de la Mondo („Konec světa“). Pro mladé katolické esperantisty přeložil ještě v roce 1970 množství rytmických náboženských písní, které si získaly oblibu mezi účastníky letních katolických esperantských táborů v Herborticích. Během svého života měl Jan Filip příležitost navštívit také některé zahraniční země – o esperantském hnutí v českých zemích přednášel v Belgii, Nizozemsku a Spojeném království a za tyto své přednášky obdržel zvláštní poděkování od českých státních úřadů.

### Studium na biskupském semináři a činnost v církvi

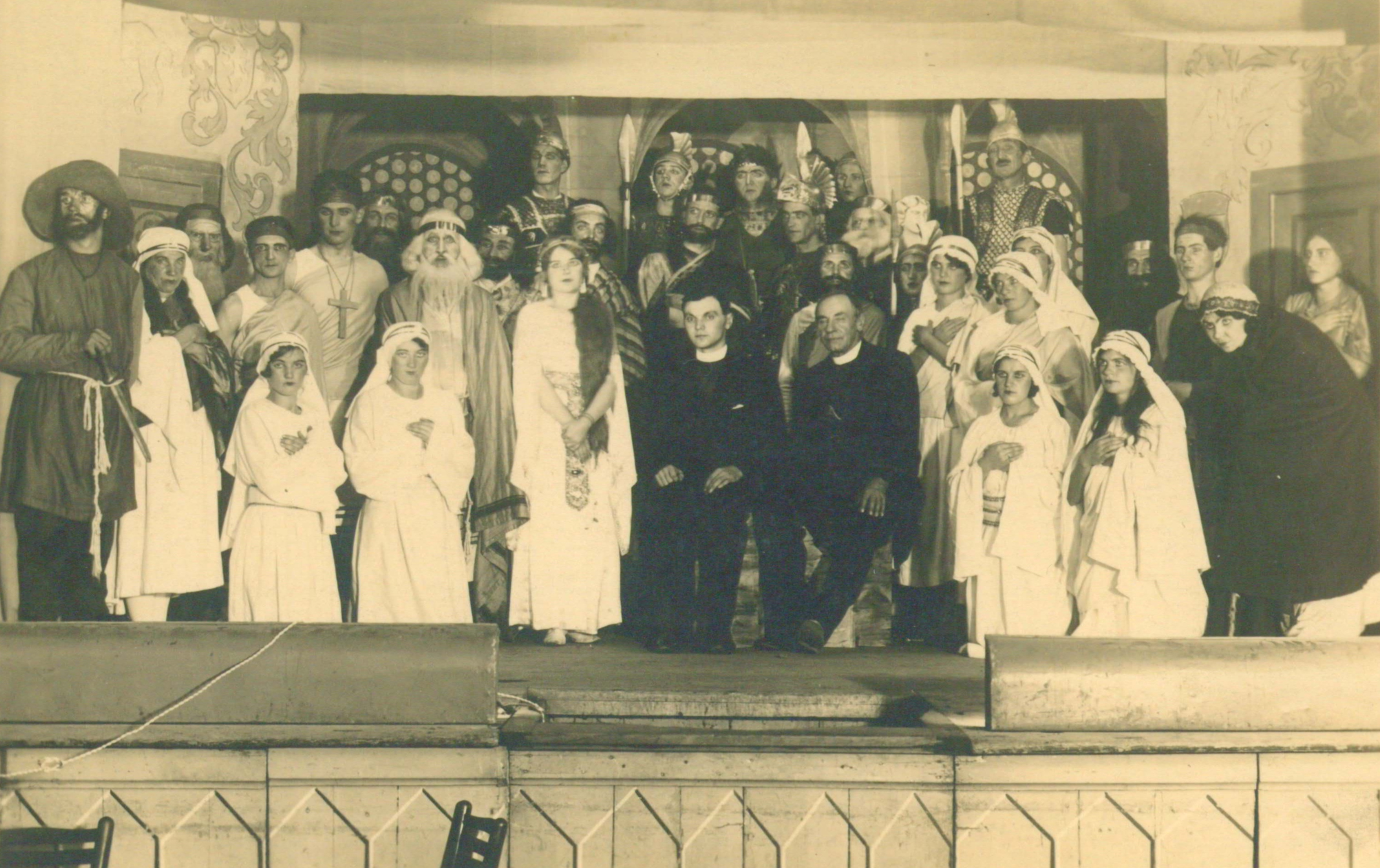
Protagonisté divadelní hry Jana Filipa "Řím", které bylo sehráno v Přibyslavi v roce 1933.

Po gymnáziu vystudoval Biskupský seminář v Hradci Králové a 29. června 1936 byl vysvěcen na kněze. Primiční mši slavil 5. července. V průběhu studia si kromě esperanta osvojil rovněž latinu, řečtinu, němčinu a angličtinu, k nimž později přibyly ještě další jazyky.
Po primici v Přibyslavi byl jeden rok kaplanem v Jičíně, další necelý rok působil jako administrátor na faře v Nové Vsi nad Popelkou, později byl jmenován kaplanem v Kutné Hoře, kde učil 6 roků na gymnáziu a vyučoval rovněž na místním učitelském ústavu; poté učil na gymnáziu ve Dvoře Králové nad Labem, v Jičíně a 3 roky v Náchodě. Jeho aprobací bylo náboženství, dějepis a latina.
V důsledku komunistického puče v roce 1948 mu bylo v roce 1950 zakázáno pedagogické působení, státní souhlas dostal jen pro práci v duchovní správě, v letech 1950–1955 se tak vrátil do rodné Přibyslavi, kde vykonával funkci administrátora. Pak byl přeložen na 4 měsíce do Veliše, následně strávil 4 roky v Chlenech (u kostela sv. Apolináře), následovaly 4 roky v Letohradu a 9 let v Kratonohách.
V roce 1963 obdržel doktorát teologie (ThDr.). Zemřel v neděli 21. listopadu 1971 před 9. hodinou ráno při oblékání mešního roucha v sakristii kostela v Kratonohách. Pohřeb se konal 25. listopadu v Kratonohách, jeho těla však bylo na jeho přání převezeno do rodné Přibyslavi. Jeho pohřeb byl široce navštívený, ačkoliv se v atmosféře normalizace musel konat v odpoledních hodinách ve všední den, neboť Jan Filip byl obecně velmi oblíbený. Jeho hrob v Přibyslavi zdobí socha Panny Marie z Banneux, osobní dar od belgických esperantistů.

## Dílo

### Autorská práva bratří Filipů

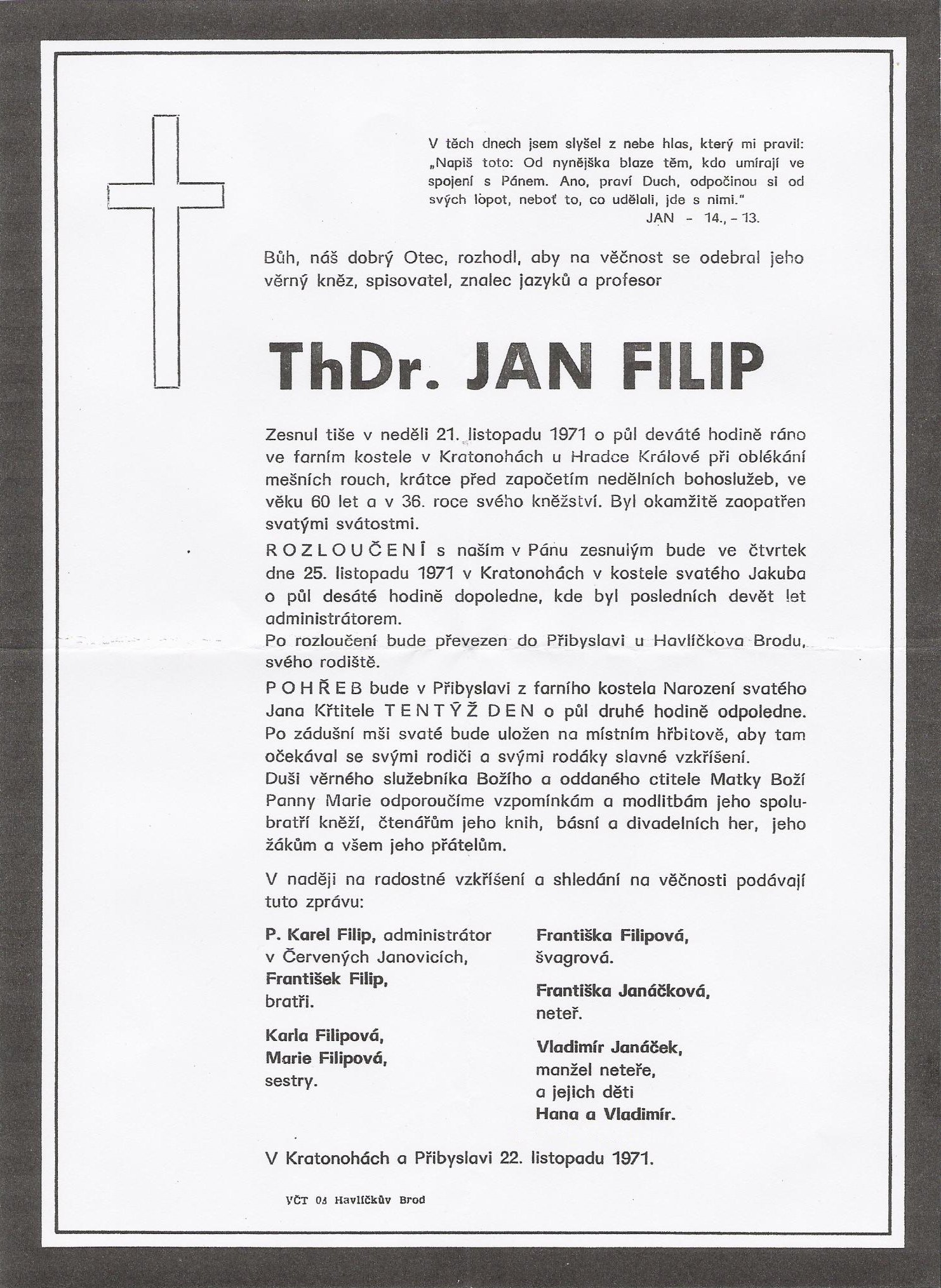
Úmrtní oznámení Jana Filipa

Celé dílo bratří Jana a Karla Filipových bylo uvolněno pod licencí Creative Commons Uveďte autora-Zachovejte licenci 3.0 Česko, o čemž svědčí OTRS záznam číslo 2009072310074867. Podepsané prohlášení se nachází v archivu Českého esperantského svazu.

### Vlastní dílo
- Fino de la mondo („Konec světa“)
- La turo inter la nuboj („Věž mezi mraky“)
- Kantareto („Zpěvníček“; 2 vydání ne zcela stejného obsahu) – vizte Kantareto – ĉeĥoslovakaj popolaj kantoj
- Velký slovník česko-esperantský a Velký slovník esperantsko-český – spolu se svým bratrem Karlem Filipem
- Za vznešeným cílem. Hradec Králové : Družstevní (diecésní) nakladatelství Adalbertinum, 1944.